# Daniel Douglas

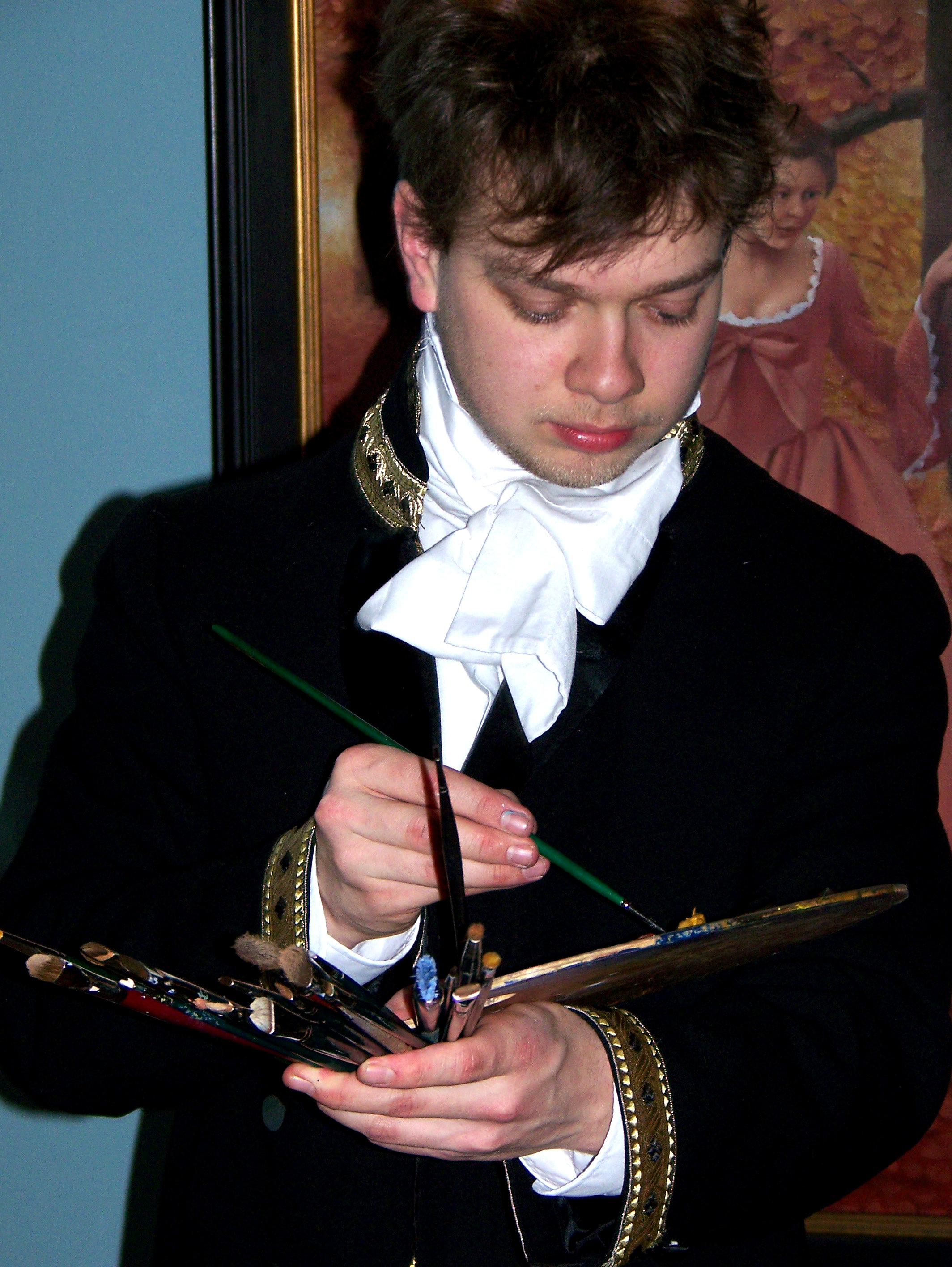
Daniel Douglas (2009)

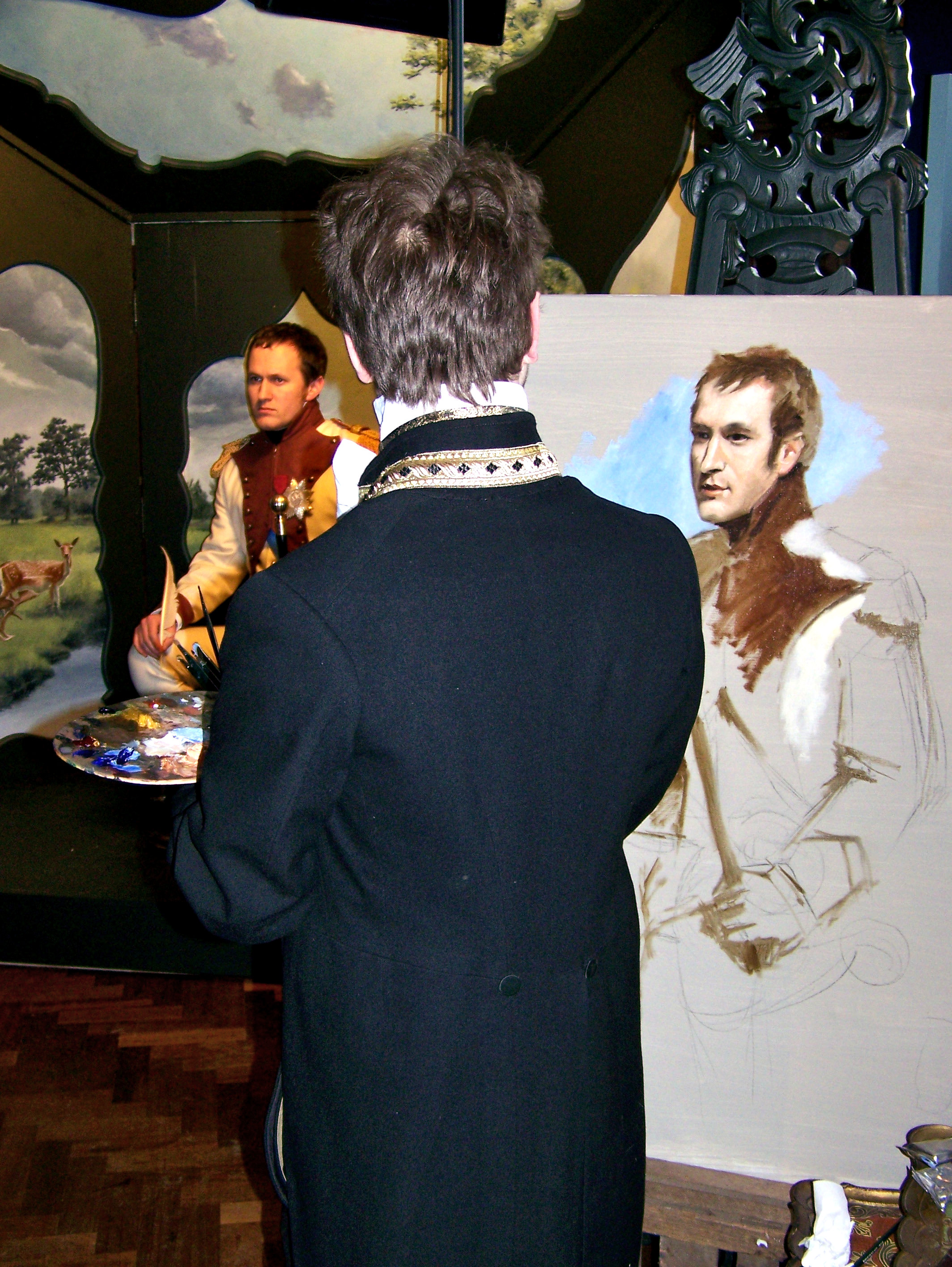
Werkend aan een portret van Lodewijk Napoleon Bonaparte (2009)

Daniel Douglas (Dedemsvaart, 1984) is een Nederlandse kunstschilder.

## Leven en werk

### Opleiding
Daniel Douglas werd geboren in Dedemsvaart. Na een start aan de kunstacademie, volgde hij lessen bij Maarten Welbergen om vervolgens te gaan studeren aan de Florence Academy of Art in Florence.

### Schilderkunst
De schilderijen van Douglas zijn vaak grote doeken met confronterend geschilderde portretten van mensen in kostuums of naakten, waarmee hij de kijker uit het heden wil trekken. Douglas wil zich niet aansluiten bij een bestaande kunststroming. Hij omschrijft zijn stijl als persoonlijk realisme. Zijn schilderstijl is zijn persoonlijke interpretatie van de werkelijkheid. 
Douglas is ook bekend om zijn schilderdemonstraties in galeries, op vernissages en in televisieprogramma's. Zelf noemt hij dit classical action painting. Zo trad hij op in het VPRO-televisieprogramma Villa Live, op 8 april 2007. Op 22 augustus 2007 was hij te zien in het programma Sterren op het Doek van omroep MAX. Hierin schilderde hij een portret van nieuwslezeres Loretta Schrijver. Dit schilderij was in de zomer van 2007, samen met de portretten van andere bekende Nederlanders te zien in het Kröller-Müller Museum, Noordbrabants Museum en Museum Jan van der Togt. Het schilderij werd op 23 oktober 2007 in het Venduehuis der notarissen te Den Haag geveild voor een goed doel. Van alle portretten bracht dit werk het meest op.
In 2009 kreeg Douglas onder meer opdrachten van de gemeente Assen voor een schilderij in historisch kostuum van het college van burgemeester en wethouders en van het Drents Museum voor een portret van Lodewijk Napoleon Bonaparte.
Vanaf 2012 richtte Douglas zich op een serie met de naam 'Nieuw Licht', waar hij zijn stijl combineerde met lichteffecten van moderne technologie. De jaren erna hield hij zich in zijn werk bezig met het fenomeen pareidolia. In november 2023 opende hij hierover een gelijknamige expositie in het Voerman Stadsmuseum Hattem.

### Poëzie
Douglas heeft ook gedichten geschreven, die nauw aansluiten op zijn schilderwerk en daarmee één geheel vormen. Zijn poëzie is onder andere geïnspireerd op de oude dadaïsten, Paul van Ostaijen en de beat- en performancedichters uit de jaren zestig en zeventig zoals Simon Vinkenoog en Johnny van Doorn.

## Persoonlijk
Sinds 2022 woont Douglas in Zweden. Douglas kwam regelmatig voor in het televisieprogramma B&B Vol Liefde in 2023, als vriend van een van de deelnemers.

## Exposities
- 2014 - Gemeentemuseum Den Haag
- 2019 - Museum de Fundatie
- 2020 - "Nieuw Licht", Voerman Stadsmuseum Hattem
- 2023/24 - "Pareidolia", Voerman Stadsmuseum Hattem